# Тотемський район
То́темський район (рос. Тотемский район) — адміністративна одиниця Вологодської області Російської Федерації.
Адміністративний центр — місто Тотьма.

## Географія
Територія району знаходиться в східній частині області і межує з Міжріченським, Сокольским, Сямженським, Верховазьким, Тарногським, Нюксенським, Грязовецьким, Бабушкінським районами, а також з Солігалицьким районом Костромської області.
У районі 6 озер і 120 річок. Гідрографічні ресурси на території муніципального району відноситься до басейну Білого моря. Основна річка — Сухона, що протікає з південного заходу району на північний схід. Протяжність річки в районі — 126 км.

## Історія
Район утворений 1929 року у складі Вологодського округу Північного краю з частини Тотемського повіту Вологодської губернії. 10 лютого 1931 року до складу району увійшов присілок Велика Пельша Кокшеньгського району, 30 липня 1931 року до складу району увійшла частина ліквідованих Сямженського та Толшменського районів. 25 січня 1935 року Сямженський район був відновлений. 1936 року район увійшов до складу Північної області, з 23 вересня 1937 року — до складу Вологодської області. З 13 грудня 1962 року до 12 січня 1965 року район перетворено в Тотемський сільський район, до якого було приєднано Бабушкінський район.

## Населення
Населення району становить 22243 особи (2019; 23885 у 2010, 26392 у 2002).

## Адміністративно-територіальний поділ
На території району 1 міське та 6 сільських поселень:
| Поселення                         | Площа, км² | Населення, осіб (2002) | Населення, осіб (2010) | Населення, осіб (2019) | Центр        | Населені пункти |
| --------------------------------- | ---------- | ---------------------- | ---------------------- | ---------------------- | ------------ | --------------- |
| Тотемське міське поселення        | 7,00       | 10531                  | 9785                   | 9721                   | Тотьма       | 1               |
| Великодворське сільське поселення | 591,19     | 528                    | 705                    | 601                    | Великий Двор | 9               |
| Калінінське сільське поселення    | 545,64     | 2290                   | 1819                   | 1442                   | Царева       | 57              |
| Мосеєвське сільське поселення     | 1088,26    | 932                    | 638                    | 444                    | Мосеєво      | 27              |
| Погоріловське сільське поселення  | 844,40     | 2888                   | 3030                   | 2990                   | Юбілейний    | 25              |
| П'ятовське сільське поселення     | 829,01     | 7274                   | 6117                   | 5695                   | П'ятовська   | 58              |
| Толшменське сільське поселення    | 2125,13    | 2552                   | 1791                   | 1350                   | Нікольське   | 45              |

- 1 червня 2015 року ліквідовано Вожбальське сільське поселення, його територія увійшла до складу Калінінського сільського поселення; ліквідовано Медведовське сільське поселення, його територія увійшла до складу П'ятовського сільського поселення[4].

## Найбільші населені пункти
Нижче подано населені пункти з чисельністю населення понад 1000 осіб:
| № | Населений пункт | Населення, осіб (2002) | Населення, осіб (2010) |
| - | --------------- | ---------------------- | ---------------------- |
| 1 | Тотьма          | 10531                  | 9785                   |
| 2 | Юбілейний       | 1658                   | 1771                   |
| 3 | Совєтський      | 1447                   | 1334                   |